# رينغ فت أدفنشر
رينغ فت أدفنشر (بالإنجليزية: Ring Fit Adventure)‏ هي لعبة تمارين تقمص الأدوار تم تطويرها ونشرها بواسطة نينتندو من أجل نينتندو سويتش. تأتي اللعبة مع مكونين ماديين: رينغ-كون، حلقة بيلايتز التي يحملها المستخدم وفتحات جوي-كون واحدة، وحزام الساق، قطعة من القماش مثبتة على ساق المستخدم التي تحمل جوي-كون الآخر.
يشتمل الوضع الرئيسي للعبة على أن يكمل اللاعب لعبة تقمص الأدوار القائمة على الأدوار، حيث تعتمد حركات اللاعب وإجراءات المعركة على أداء أنشطة بدنية معينة باستخدام رينغ-كون وحزام الساق، مع عناصر التحكم في الحركة داخل جوي-كون التي تستشعر حركة اللاعب، ومستشعر إجهاد في رينغ-كون يكتشف انحناء ذلك الملحق. تشمل الأوضاع الأخرى إجراءات اللياقة البدنية العامة الموجهة والألعاب ذات النمط الحزبي. تتمحور هذه الأنشطة حول تمارين اللياقة البدنية الشائعة، مما يجعل اللعبة جزءًا من أهداف نينتندو الخاصة بـ «جودة الحياة» بما يتماشى مع لعبة وي فت المشابهة لهم. تم إصدار اللعبة في جميع أنحاء العالم في 18 أكتوبر 2019 وتلقت تقييمات إيجابية بشكل عام من النقاد. اعتبارًا من ديسمبر 2020، باعت اللعبة 8.68 مليون نسخة حول العالم، مما يجعلها واحدة من أكثر الألعاب مبيعًا على النظام.
زاد الطلب على اللعبة بشكل كبير خلال عام 2020، ويرجع ذلك إلى حد كبير إلى جائحة كوفيد-19 وإغلاق الصالات الرياضية وغيرها من مرافق التمرين، مما تسبب في نقص في العديد من البلدان. أدى ذلك إلى قيام الموزعين في أمريكا ببيع اللعبة بأكثر من 300 دولار، بزيادة عن سعر التجزئة البالغ 80 دولارًا.

## أسلوب اللعب

تجعل اللعبة الكومبات في رينغ فت أدفنشر اللاعب يكمل حركة تمرين (تظهر على اليسار) لهزيمة الأعداء في اللعبة.

تأتي لعبة رينغ فت أدفنشر مع رينغ-كون وحزام الساق، والتي تحتوي على أرصفة لعقد الجوي-كون. هذه الملحقات مطلوبة للعب اللعبة، حيث يتم تتبع تفاعلات اللاعب معها بواسطة عناصر التحكم في الحركة المضمنة في جوي-كون.
الوضع الرئيسي للعبة هو لعبة تقمص الأدوار، حيث يأخذ اللاعب دور رياضي شاب يلتقي بحلقة واعية، ويتعاونان للقضاء على تنين كمال أجسام شرير يدعى دراغاوكس. ينقل اللاعب شخصيته عبر العالم الخارجي للعبة وفي زنزانات مختلفة، حيث يواجهون الوحوش للقتال. التنقل عبر عالم اللعبة يشبه مطلق النار على السكك الحديدية؛ يتحرك اللاعب على طول مسار ثابت عن طريق الجري في مكانه، ويقفز فوق العوائق عن طريق الضغط على رينغ-كون وإطلاقها، ويمكنه إطلاق مقذوفات على العناصر عن طريق الضغط في رينغ-كون في الاتجاه المستهدف. عندما يواجه اللاعب الوحوش، تستخدم اللعبة القتال القائم على الأدوار كما هو الحال في العديد من ألعاب تقمص الأدوار. يهاجم اللاعب الأعداء من خلال أداء واحد من حوالي ثلاثين تمرينًا مختلفًا، مع مقدار الضرر الذي يلحقونه بناءً على مدى فاعليتهم في إكمال التمرين. عندما تهاجم الوحوش، يمكن للاعب الدفاع عن طريق الضغط مع الاستمرار على رينغ-كون في بطنه لأطول فترة ممكنة أثناء الهجوم. تكسب هزيمة الوحوش نقاط خبرة شخصية اللاعب، ومع تقدمهم في المستوى، يمكنهم فتح تمارين إضافية ذات ضرر أقوى. يتم تصنيف التمارين حسب اللون، كل لون يتوافق مع جزء عام من الجسم يتجه التمرين نحوه: الأحمر للذراع، والأزرق للساقين، والأصفر للعضلات الأساسية، والأخضر لمواقف اليوجا. يتم تمييز الوحوش أيضًا بالألوان، وتكون التدريبات من نفس اللون أكثر فاعلية ضدها، ولكن فقط بعد فتح هذه القدرة المحددة في وقت مبكر من اللعبة.
بالإضافة إلى وضع المغامرة، تشتمل اللعبة على وضع روتيني عام للياقة البدنية يسمح للشخص بأداء التمارين بمساعدة اللعبة، ولكن بدون عناصر التحفيز. تحتوي اللعبة أيضًا على العديد من الألعاب المصغرة القائمة على تمارين معينة، والتي يمكن أن يستخدمها لاعب واحد لتحدي نفسه أو يمكن استخدامها مع عدة لاعبين يتناوب كل منهم دوره للتغلب على الآخرين. أضاف تحديث في أواخر مارس 2020 أيضًا «وضع الإيقاع»، والذي يسمح للمستخدم بالانتقال إلى الموسيقى التصويرية من اللعبة. يتضمن هذا الوضع أيضًا بعض الموسيقى من ألعاب نينتندو الأخرى مثل سوبر ماريو أوديسي وذا ليجند أوف زيلدا: بريث أوف ذا وايلد وسبلاتون 2 ووي فت.
تتضمن اللعبة خيارًا لتمكين التمارين الهادئة فقط لتجنب إزعاج الآخرين القريبين منك. على سبيل المثال، في الوضع الصامت يتم استبدال الجري في المكان في وضع المغامرة بأداء القرفصاء.

## التطوير
تم إثارة اللعبة لأول مرة في أوائل سبتمبر 2019 بمقطع فيديو يظهر أشخاصًا يستخدمون رينغ-كون وحزام الساق دون عرض اللعبة، مع الإعلان الكامل عن اللعبة بعد أسبوع.
لاحظ العديد من الصحفيين أن اللعبة تتناسب مع برنامج «جودة الحياة» طويل المدى من نينتندو، لإدخال المزيد من النشاط البدني في ممارسة ألعاب الفيديو، والتي بدأها ساتورو إواتا مع إدخال وي، لا سيما في اللعبة وي فت. كانت أجزاء من تصميم نينتندو سويتش من ملاحظات اللاعب من وي فت التي تتطلع إلى جعل وحدات التحكم أصغر بحيث يمكن ربطها بالجسم واستخدامها بطرق ممكنة أكثر.
تم إصدار اللعبة في أمريكا الشمالية في 18 أكتوبر 2019. تكلف اللعبة، التي يتم شحنها مع رينغ-كون وحزام الساق، أكثر بقليل من تكلفة اللعبة النموذجية.
في 26 مارس 2020، تم إصدار تحديث مجاني، مضيفًا وضع لعبة الإيقاع.

## التقييم
| التقييم |           |
| --- | --------- |
| مجموع النقاط المجموع نقاط ميتاكريتيك 83/100 نتائج المراجعة نشرة نقاط دستركتويد 8/10 غيم سبوت 9/10 غيمز رادار آي جي إن 7.8/10 جو فيديو 16/20 نينتندو لايف 8/10 في جي 247 |           |
| مجموع النقاط |           |
| المجموع | نقاط      |
| ميتاكريتيك | 83/100    |
| نتائج المراجعة |           |
| نشرة | نقاط      |
| دستركتويد | 8/10      |
| غيم سبوت | 9/10      |
| غيمز رادار | 4/5 stars |
| آي جي إن | 7.8/10    |
| جو فيديو | 16/20     |
| نينتندو لايف | 8/10      |
| في جي 247 | 4/5 stars |

تلقت اللعبة تقييمات «مواتية بشكل عام»، وفقًا لمجمع المراجعة ميتاكريتيك، بنتيجة 83/100. تم تصنيفها أيضًا على آي جي إن كـ 7.8 / 10. يتفق العديد من النقاد على أنه بينما لم يتم تصميم اللعبة لتدريب القوة، إلا أنها تمرين فعال للحفاظ على اللياقة البدنية. تعتبر عناصر الآر بي جي في اللعبة مبسطة للغاية، مما يسمح للاعبين العاديين بلعب اللعبة بسهولة، ولكن هذا قد يكون مخيبًا للآمال لمحبي ألعاب تقمص الأدوار الذين يريدون المزيد من التحدي الاستراتيجي.

### المبيعات
ظهرت رينغ فت أدفنشر لأول مرة في المركز الثالث في المملكة المتحدة، والمركز الأول في اليابان وكوريا الجنوبية. في اليابان، باعت 68497 نسخة خلال أسبوعها الأول للبيع، مما جعلها تحتل المرتبة الأولى على مخطط مبيعات جميع التنسيقات. بحلول ديسمبر 2019، شحنت اللعبة 2.73 مليون وحدة في جميع أنحاء العالم.
بسبب جائحة كوفيد-19، زاد الطلب على اللعبة بشكل كبير، مما أدى إلى نقص.
في 18 يونيو 2020، تم التأكيد على أن رينغ فت أدفنشر باعت أكثر من مليون نسخة في اليابان، حيث شحنت ما مجموعه 1,006,069 نسخة في جميع أنحاء المنطقة.
منذ الإطلاق وحتى سبتمبر 2020، باعت اللعبة 5.84 مليون وحدة حول العالم.

### الجوائز
تم ترشيح اللعبة لـ «أفضل لعبة عائلية» في حفل جوائز الألعاب 2019، عن «لعبة السنة العائلية» في الدورة السنوية الـ 23 لـ D.I.C.E. الجوائز، و «غيم بيوند إنترتنيمنت» في حفل توزيع جوائز الأكاديمية البريطانية السادس عشر.